# Centrale idroelettrica di Torrite
La centrale idroelettrica di Torrite è una centrale idroelettrica a serbatoio di proprietà dell'Enel situata nel comune di Castelnuovo Garfagnana in località Torrite. La potenza installata di circa 70 MW è frazionata su 3 turbine Francis, la producibilità media annua è di 120 GWh. Le turbine sono alimentata da un salto di 270 m e sfruttano l'acqua del lago di Vagli che ha una capienza massima di 43 milioni di metri cubi.